# Timonius borneensis
Timonius borneensis är en måreväxtart som beskrevs av Theodoric Valeton. Timonius borneensis ingår i släktet Timonius och familjen måreväxter. Inga underarter finns listade i Catalogue of Life.